# Molanna flavicornis
Molanna flavicornis är en nattsländeart som beskrevs av Banks 1914. Molanna flavicornis ingår i släktet Molanna och familjen skivrörsnattsländor. Inga underarter finns listade i Catalogue of Life.